# Saránda Kolónes
Saránda Kolónes (en grec moderne : Κάστρο Σαράντα Κολώνες ou château des Quarante colonnes) est une ruine d'une forteresse médiévale à l'intérieur du parc archéologique de Paphos. Il est situé juste au nord du port de Paphos, sur l'île de Chypre.

## Histoire
Cette forteresse en ruine tire son nom du grand nombre de colonnes de granit trouvées sur le site. Le château byzantin aurait été construit à la fin du VIIe siècle de notre ère pour protéger le port et la ville de Nea Paphos des invasions arabes. Il est pris et détruit par les Arabes lors de leur deuxième invasion de Chypre en l'an 653-654. Quelques années plus tard, le château est reconstruit, mais en l'an 688, conformément à l'accord entre l'empereur Justinien II et le calife Abd al-Malik sur la gestion commune de l'île, le dispositif militaire est démantelé. En 965, le château est une nouvelle fois entièrement restauré quand l'empereur byzantin Nicéphore Phocas reconquiert l'île.
En 1191, il passe sous le contrôle de Richard Cœur de Lion. En 1200, il est remodelé par les Lusignan. Détruit par un tremblement de terre en 1222, le château est par la suite resté abandonné,.

## Description
La forteresse avait une paroi de trois mètres d'épaisseur, avec quatre tours d'angle, carrées, assez imposantes, et quatre autres tours rondes le long des murs de jonction et des douves entourant le château. L'entrée principale se faisait par le biais d'une cinquième tour, en forme de fer à cheval, du côté est. La cour carrée intérieure mesurait 35 mètres de long sur 35 mètres de large, avec une tour à chaque angle. Dans l'espace intérieur, était implanté divers bâtiments, dont des casernes de militaires, une boulangerie, une forge, un moulin pour la canne à sucre, un sauna, des écuries, des piscines. Une chapelle se trouvait au dernier étage du château. En bas et à l'étage supérieur, il y a plusieurs toilettes reliées à un système d'égout.

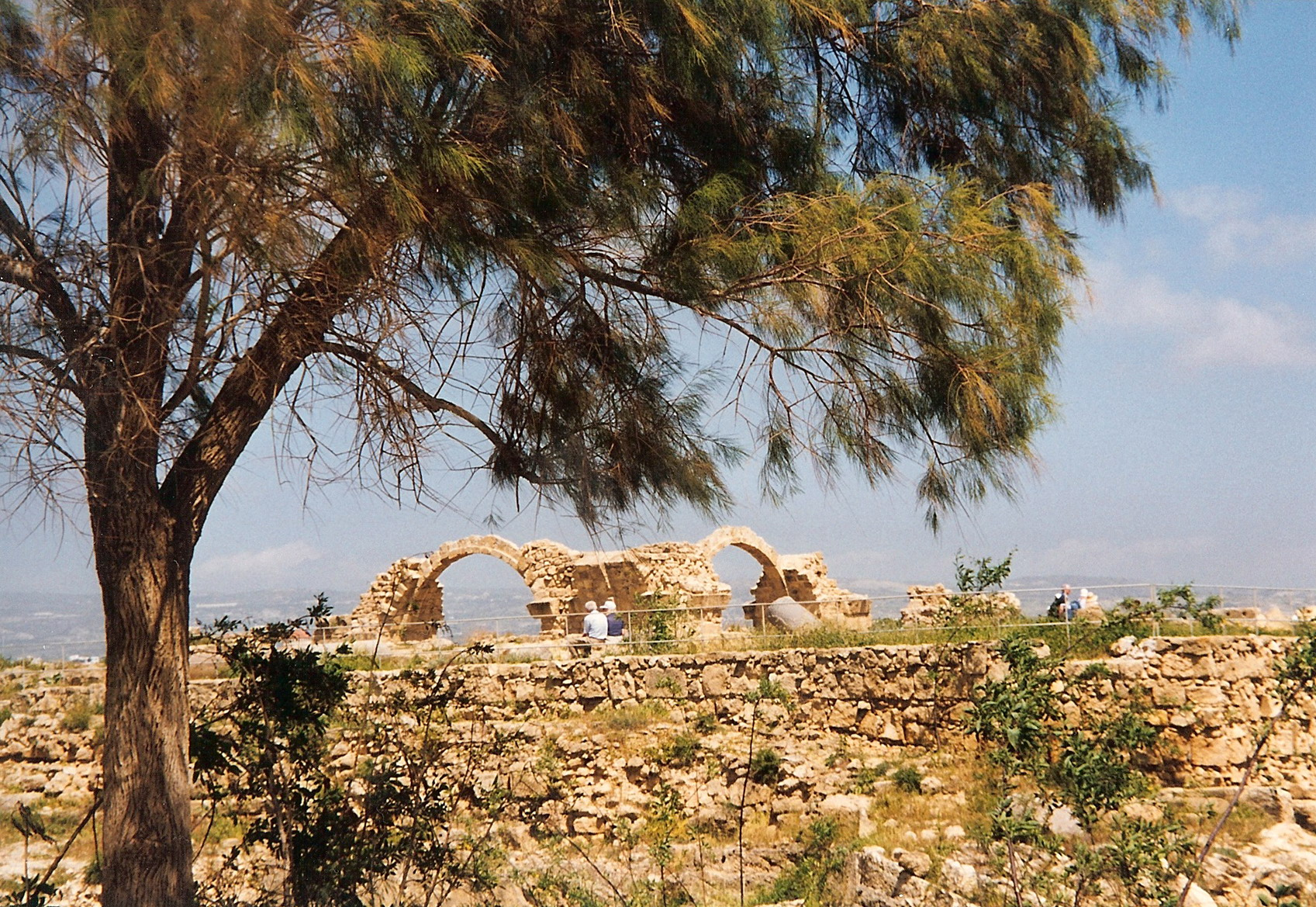
Château de Saránda Kolónes. Paphos (Chypre)
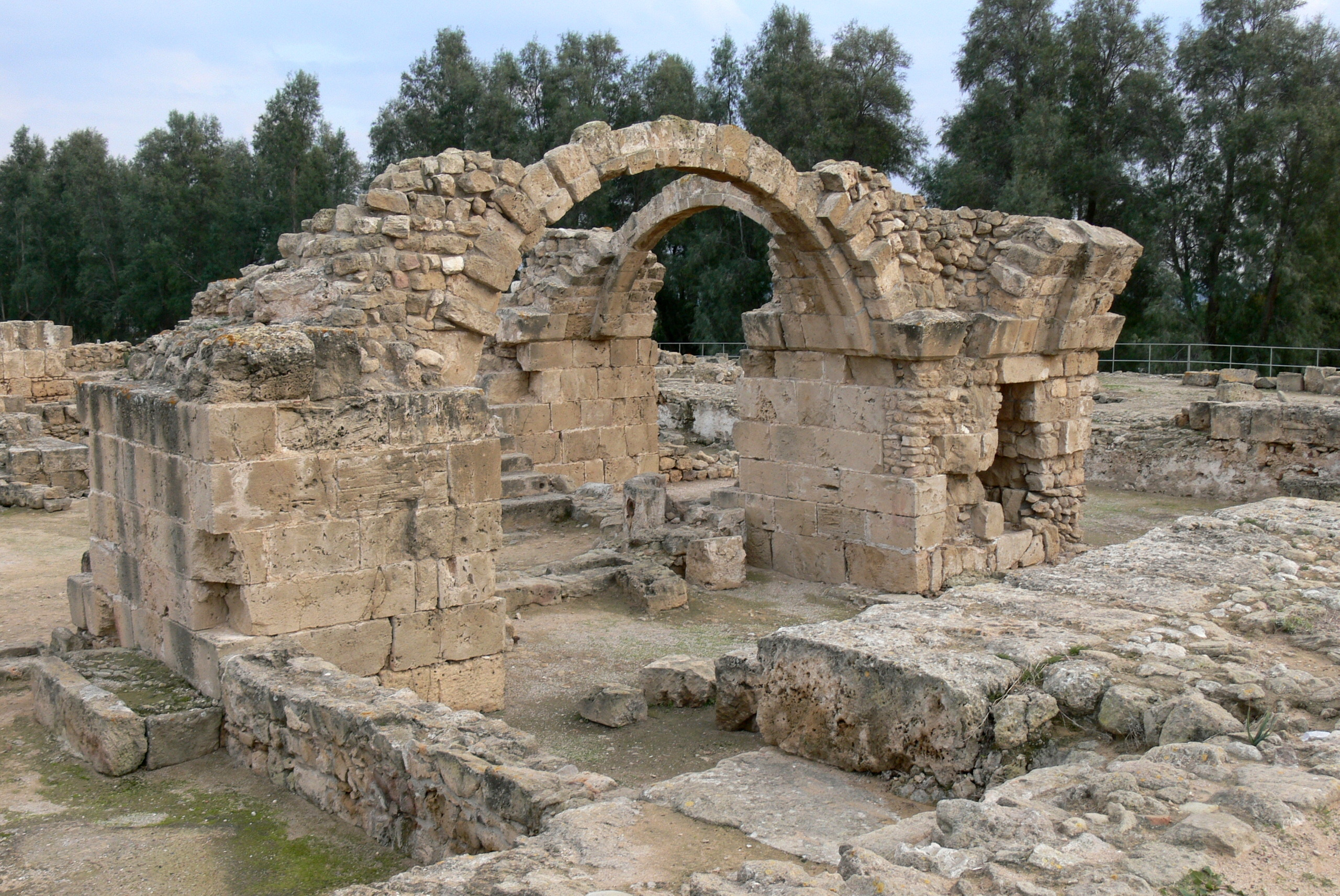
Château de Saránda Kolónes. Paphos (Chypre)
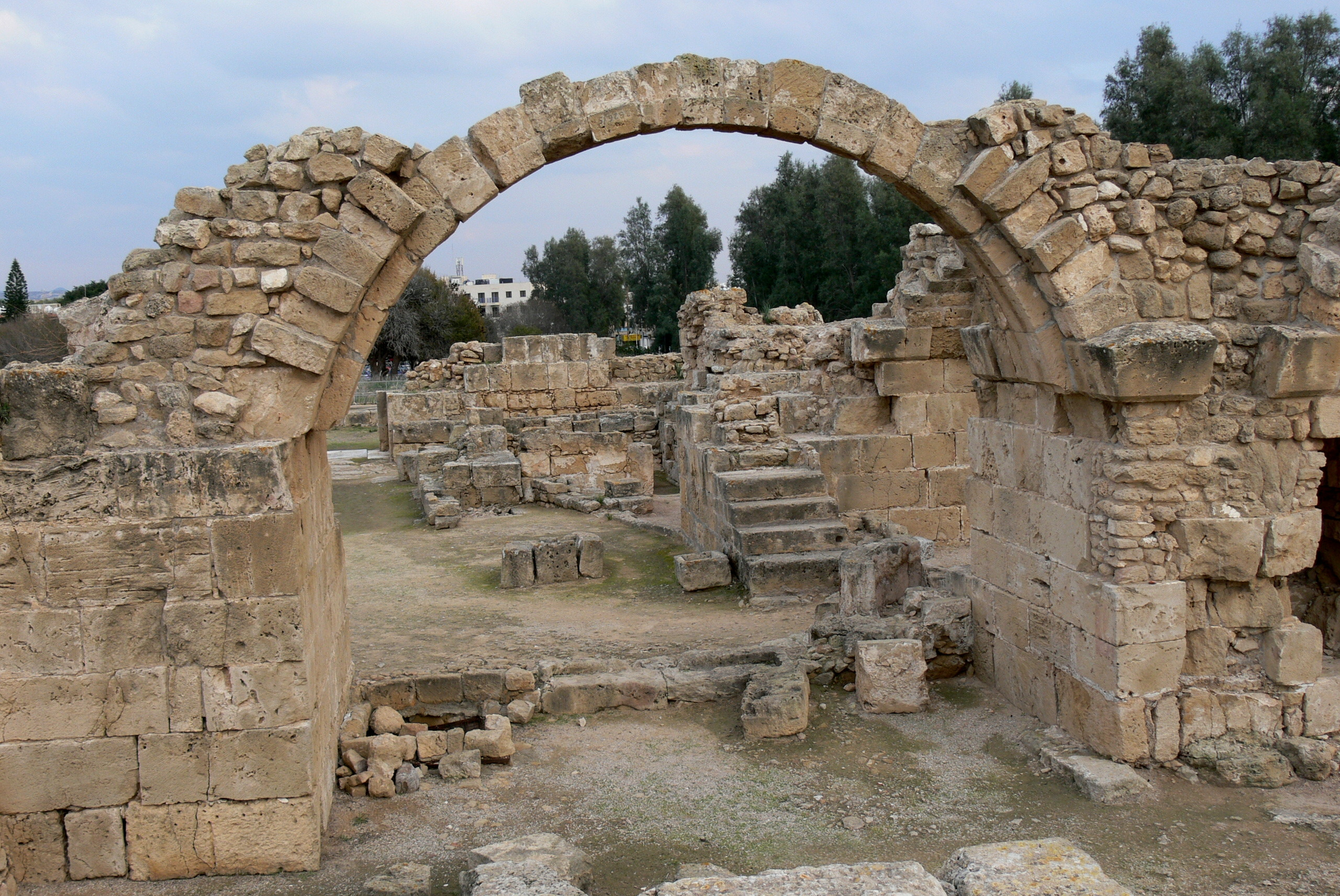
Château de Saránda Kolónes. Paphos (Chypre)